# تيرسو دي مولينا (محطة مترو أنفاق مدريد)
تيرسو دي مولينا (بالإسبانية: Tirso de Molina)‏ هي محطة مترو أنفاق في مدريد في إسبانيا، تقع على الخط رقم 1. مسماة على اسم الكاتب المسرحي تيرسو دي مولينا.